# Ад де Мос
Ад де Мос (нід. Aad de Mos, нар. 27 березня 1947, Гаага) — нідерландський футбольний тренер.
Найбільші досягнення здобув тренуючи бельгійський «Мехелен» в період його найвищого розквіту другої половини 1980-х років, привівши команду до перемоги у Кубку володарів кубків та Суперкубку УЄФА, виграючи також з командою чемпіонат і Кубок Бельгії. Крім цього тренував зокрема такі клуби як «Аякс», з яким робив «золотий дубль», «Андерлехт», з яким виграв чемпіонат Бельгії, «Вердер» та ряд інших команд.

## Ігрова кар'єра
Вихованець футбольного клубу «АДО Ден Гаг», у якому навчався з 10 років. У сезоні 1967/68 він був частиною першої команди, хоча не зіграв жодного матчу за команду очолювану Ернстом Гаппелем. Протягом наступних чотирьох років він виступав в аматорських клубах «Рейсвейк» (1968—1970) і «Вільгельмус» (1970—1972).
У сезоні 1972/73 знову став грати на професійному рівні за «Ексельсіор» із Роттердаму, але через серйозну травму паху змушений був закінчити свою кар'єру футболіста.

## Кар'єра тренера

### Початок
Де Мос після завершення ігрової кар'єри став тренером, дебютувавши у цьому статусі у своєму колишньому клубі «Вільгельмус». У 1975 році він очолив інший аматорський клуб «Де Валькеньєрс», а у 1978—1980 роках працював головним тренером «Рейсвейка».

### «Аякс»

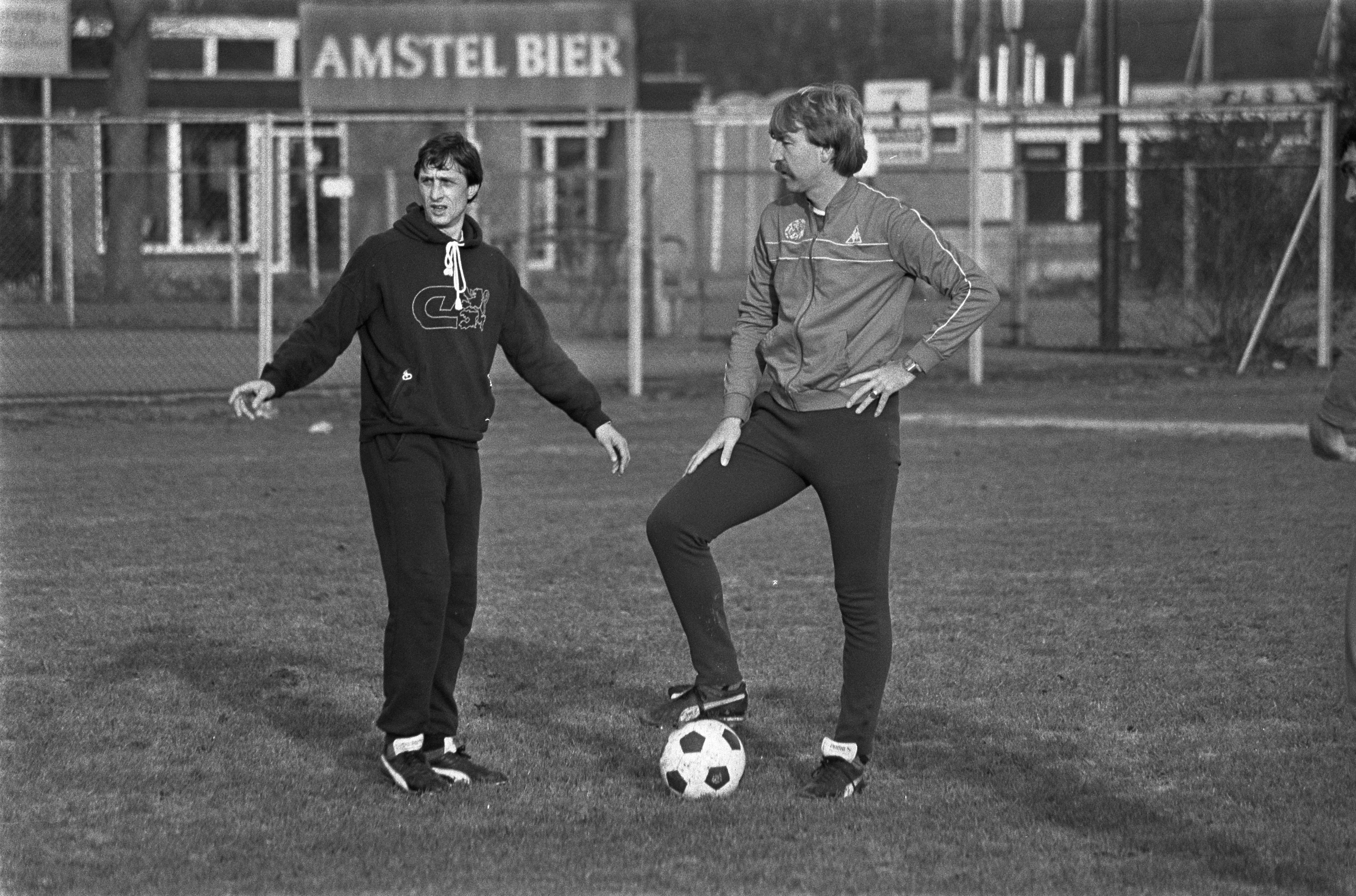
Гравець «Аякса» Йоган Кройф та асистент головного тренера клубу Ад де Мос (праворуч) 3 грудня 1981 року

Перед сезоном 1980/81 де Мос став тренером молодіжної команди «Аякса». Після від'їзду головного тренера Лео Бенгаккера на початку березня 1981 року де Мос протягом майже чотирьох місяців був виконувачем обов'язків головного тренера амстердамського клубу разом з помічником тренера Боббі Гармсом. Ад закінчив з командою сезон на 2-му місці, а також став фіналістом Кубка Нідерландів, при цьому в обох турнірах амстердамці поступились АЗ'67. По завершенні сезону керівництво клубу пообіцяло де Мосу посаду головного тренера після стажування у Курта Ліндера в сезоні 1981/82. У 1982 році, як помічник Ліндера, де Мос здобув свій перший національний титул з «Аяксом».
З червня 1982 року Ад взяв на себе обов'язки головного тренера «Аякса». На той момент у клубі зібралась зіркова команда, до якої увійшли зокрема Йоган Кройф, Марко ван Бастен, Гералд Ваненбург, Франк Райкард, Сонні Сілой, Єспер Ольсен, Серен Лербю та інші, що допомогло команді відразу досягти успіху. «Аякс» виграв «золотий дубль» у першому сезоні де Моса як головного тренера клубу. Після закінчення сезону клуб втратив головну зірку Кройфа, який пішов після конфлікту з головою клубу Тоном Гармсеном. І хоча «Аякс» виграв у «Феєнорда», куди й перейшов Кройф, з рахунком 8:2 у вересні 1983 року, чемпіоном став саме роттердамський клуб, а «Аякс» став лише третім.

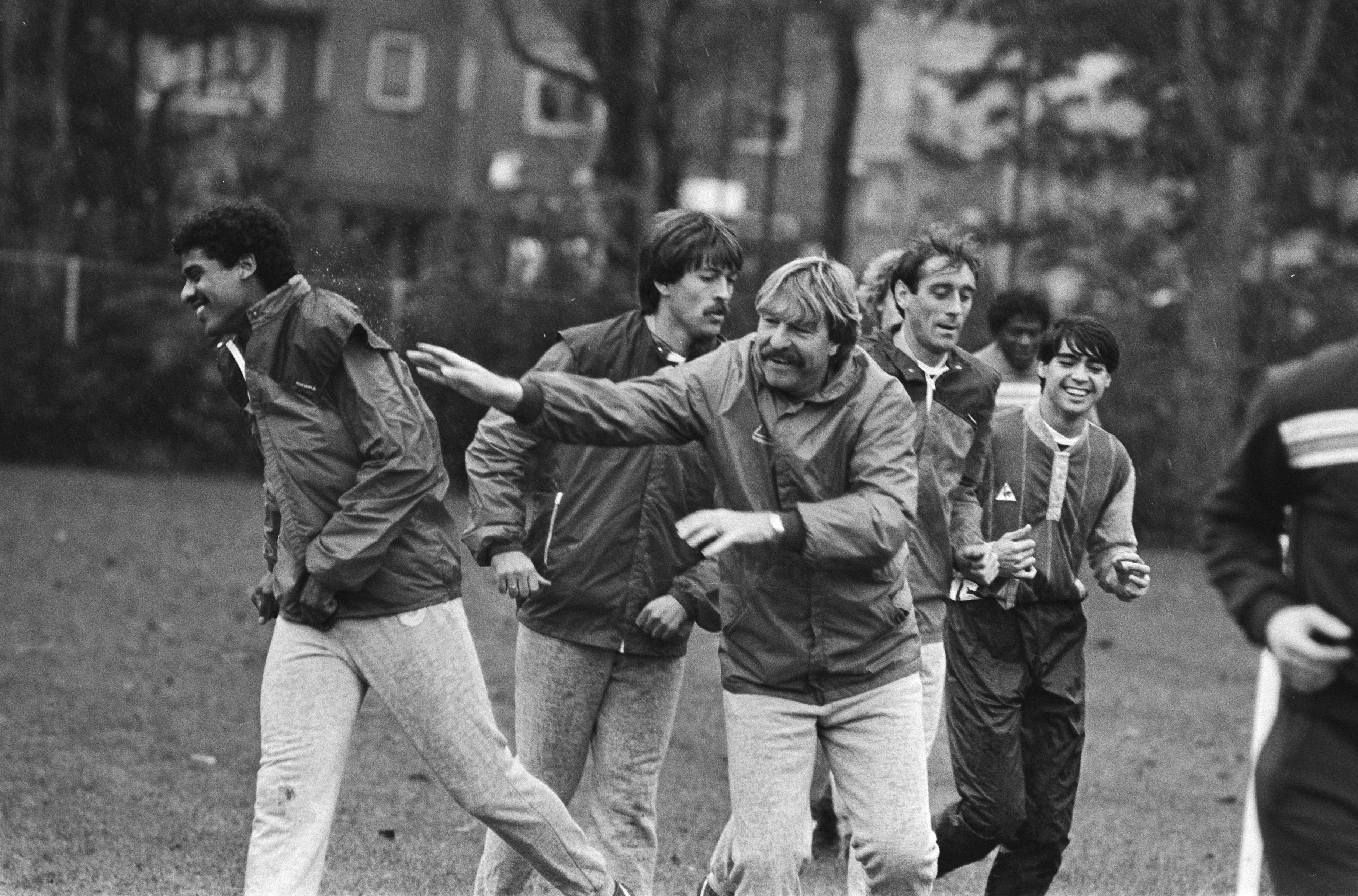
Ад де Мосс (у центрі) під час тренувального процесу «Аякса». Навколо нього гравці клубу Франк Райкард, Фелікс Гасселіх, Вальтер Меєувс, Стенлі Мензо та Сонні Сілой. 21 жовтня 1984 року.

У сезоні 1984/85 де Мос знову з командою боровся за титул, після того, як він був непереможним у перших 16 турах. Проте в другій половині сезону, особливо в квітні та перших тижнях травня, клуб швидко став втрачати очки, через що «Феєнорд» та ПСВ змогли наблизитись. Де Мос здійснив багато тактичних змін, але результати не покращились. 5 травня 1985 року клуб зазнав приголомшливої поразки 0:1 від «Гарлема», після чого де Моса було звільнено, незважаючи на те, що клуб все ще перебував на першому місці. Тренерське тріо, в яке увійшли Антуан Кон, Тонні Брейнс Слот і Кор ван дер Гарт завершили сезон і стали чемпіонами з «Аяксом».

### «Мехелен»
Ще під час сезону 1985/86 Джон Корд'є, голова бельгійського клубу «Мехелен», вперше зустрівся з де Мосом. Корд'єр вирішив створити конкурентноздатну команду на наступний сезон, яку б і очолив нідерландський фахівець. Він мав стати тренером команди з червня 1986 року, але оскільки «Мехелен» показував невдалі результати, діючий тренер Ернст Кюннеке був звільнений ще до кінця сезону. Після цього на прохання Корд'єра де Мос став головним тренером клубу раніше і запевнив, що команда не потрапить в зону вильоту.

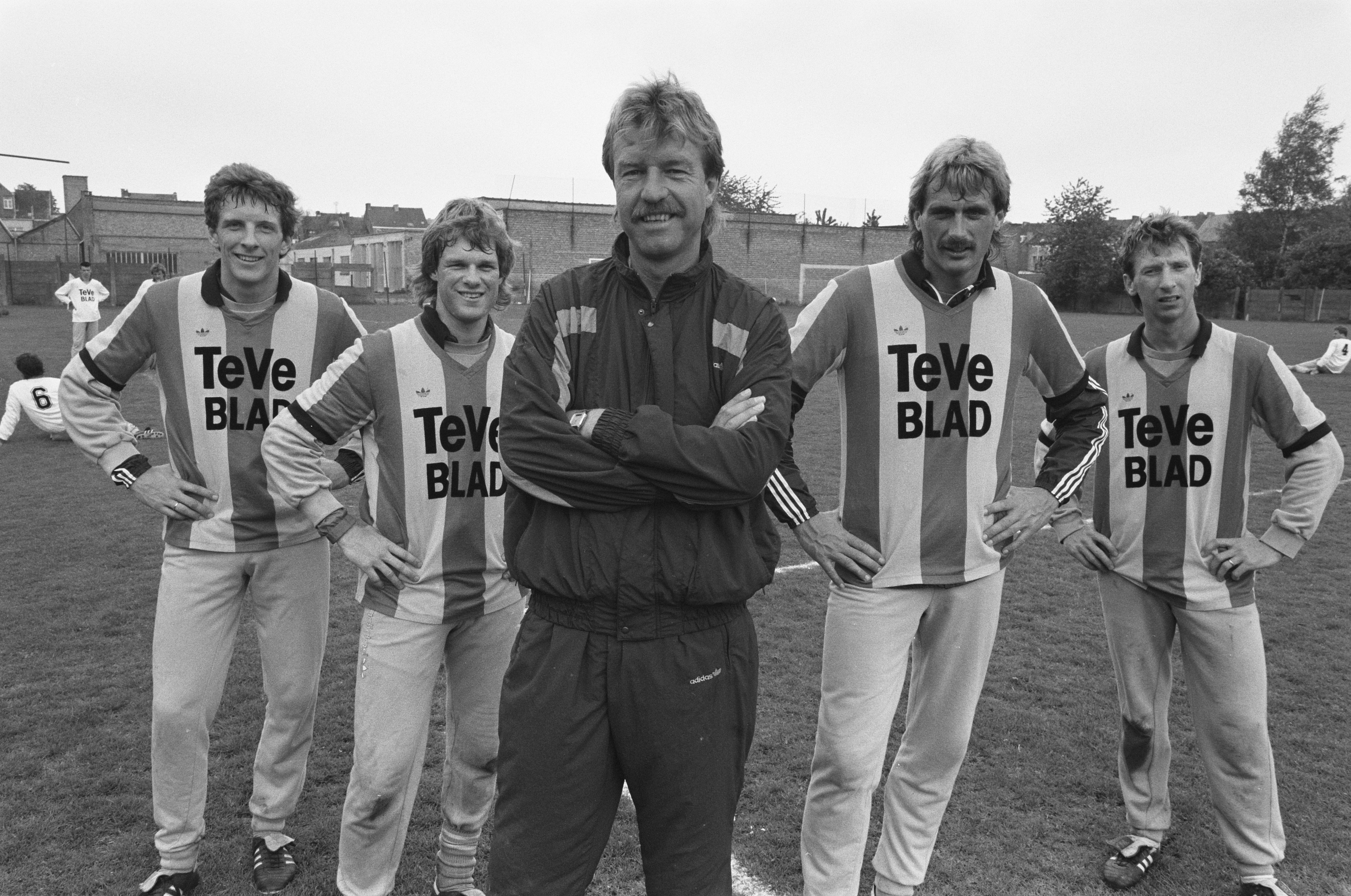
Ад де Мос як тренер «Мехелена» та його гравці Грам Рутьєс, Ервін Куман, П'єт ден Бур і Вім Гофкенс. 3 травня 1988 року

Улітку 1986 року де Мос запросив до «Мехелена» ряд топових гравців, зокрема Мішеля Прюдомма, Лея Клейстерса, Віма Гофкенса, Герта Деферма та інших, які стали кістяком команди, допомігши їй стати віце-чемпіоном Бельгії у своєму першому повному сезоні. Клуб також виграв національний Кубок вперше в історії, здолавши у фіналі «Льєж» з рахунком 1:0, а де Мос був названий тренером року в 1987 році.
Цей результат дозволив скромному клубу вперше в своїй історії взяти участь у єврокубках — Кубку володарів кубків 1987/88. Там «Мехелен» послідовно вибив румунське «Динамо» (Бухарест), шотландський «Сент-Міррен» та радянське «Динамо» (Мінськ), а у півфіналі клуб двічі по 2:1 переміг італійську «Аталанту» з Бергамо, вийшовши у фінал турніру, де мав зустрітись з колишнім клубом де Моса «Аяксом». Ад розробив окрему тактику для боротьби з амстердамцями. Наприклад, він попросив свого друга дитинства Діка Адвоката, який на той момент був тренером «Гарлема», спробувати певну ігрову систему в матчі проти «Аякса», що він і зробив. В підсумку у фіналі «Мехелен» виграв з рахунком 1:0, здобувши своє найбільше досягнення в історії, а де Мос назвав це найяскравішою подією у своїй кар'єрі.
У сезоні 1988/89 де Мос отримав нове серйозне посилення складу в особі Брюно Версавеля, Джона Босмана і Марка Вільмотса із завданням здобути перший національний титул з 1948 року. Аду це вдалося і «Мехелен» став чемпіоном 1989 року в четвертий і поки що в останній раз, пари цьому головний суперник, «Андерлехт», був повержений не лише в чемпіонаті, а й у Кубку володарів кубків 1988/89, де цього разу «Мехелен» дійшов до півфіналу.
У лютому 1989 року «Мехелен» також виграв Суперкубок УЄФА. Команда де Моса переконливо перемогла у домашній грі 3:0 після дубля від Босмана, тому поразки 0:1 у Ейндговені «Мехелену» вистачило, щоб отримати і європейський Суперкубок. Втім того ж року компанія «Telindus», що належала власнику клубу Корд'єру, зазнала фінансових труднощів, змусивши бізнесмена значно скоротити фінансування клубу. В результаті де Мос, який вдруге став тренером року в 1989 році, по завершенні сезону 1988/89 перейшов на роботу до конкурента, в «Андерлехт».

### «Андерлехт»
«Андерлехт» повинен був спостерігати наприкінці 1980-х років за вдалими виступами «Мехелена» як вдома, так і на міжнародній арені. Це не входило у плани голови «Андерлехта» Константа Ванден Стока, який побоювався, що «Мехелен» забирає забагато прихильників з «Андерлехта» через географічне розташування — приблизно у 35 км від Брюсселя. У 1989 році він поклав кінець домінуванню «Мехелена», забравши де Моса у столицю.
Першим трансфером нідерландського тренера у новому клубі став перехід Марка Дегріза з клубу «Брюгге» за рекордні 90 мільйонів бельгійських франків (близько 2,25 мільйонів євро). У своєму першому сезоні з командою де Мос вивів «Андерлехт» до фіналу Кубка володарів кубків 1989/90, при цьому у 1/8 фіналу турніру бельгійці вибили грізну «Барселону». У фінальній грі «Андерлехту» протистояла італійська «Сампдорія» із зірковою парою нападників Джанлука Віаллі—Роберто Манчіні, саме дубль Віаллі у додатковий час приніс італійцям перемогу 2:0
У чемпіонаті ж у першому сезоні 1989/90 клуб став другим, але у наступному розіграші таки виграв національний трофей. Незважаючи на те, що в цьому році де Мос завоював своє перше звання чемпіона з «Андерлехтом», його підхід до роботи все більше критикувався. Зокрема він відсторонив від команди талановитого гравця Пера Зеттерберга, бо той страждав від діабету, через що шведу довелося йти в оренду. Також де Мос 11 травня 1991 року в грі проти «Моленбека» спровокував масові заворушення на трибунах і на полі, за що отримав дискваліфікацію.
Після сезону 1991/92, в якому «Андерлехт» став другим у чемпіонаті, а у Кубку європейських чемпіонів не зумів вийти з групи, де Мос був звільнений.

### ПСВ
Влітку 1993 року, після одного року без тренерської роботи, Ад став головним тренером ПСВ. Клуб саме втратив двох своїх лідерів, Ромаріу та Гералда Ваненбурга, замість яких з'явився лише молодий недосвідчений африканець Нії Лемпті. Незважаючи на це де Мос виступив з гучною заявою, зазначивши що його прихід є «гарантією успіху».
Втім смілива заява про успіхи швидко повернулася проти нього і у першому сезоні ПСВ посів лише третє місце в чемпіонаті, відставши на 10 очок від чемпіона «Аякса». Влітку 1994 року у команди відбулось прощання з декількома ветеранами, які відігравали важливе значення у клубі. Це були Адрі ван Тіггелен, Вім Кіфт, Юул Еллерман, Ян Гайнце, Ервін Куман, Георге Попеску і Беррі ван Арле. Натомість у клуб прийшли Марсіано Вінк, Ян Ваутерс і майбутній володар «Золотого м'яча» Роналду, а також Люк Ніліс, з яким Ад до того працював у «Андерлехті».
Оскільки нові гравці потребували часу, щоб зігратись, результати команди в сезоні 1994/95 теж не вражали. Вже у вересні 1994 року ПСВ вилетів з Кубку УЄФА від німецького «Баєра 04». Примітно що попереднього розіграшу ейндговенський клуб від керівництвом де Моса вже вилітав у першому турі від німецького клубу, тоді це було «Карлсруе».
23 жовтня 1994 року ПСВ проводив принциповий матч проти «Аякса». Амстердамський клуб, очолюваний Луї ван Галем, вдало розпочав матч та вигравав 3:0 вже до 16 хвилини і зрештою переміг з рахунком 4:1. Де Мос отримав велику порцію критики, а після поразки 1:2 у наступному турі проти «Віллем II» Ад був звільнений.
Наприкінці 1994 року де Мос поскаржився «Studio Sport» на ПСВ, заявивши зокрема про недосвідченість технічного керівника клубу Френка Арнесена, який сам лише нещодавно увійшов на посаду. Також Де Мос заявив: «Після Андерлехта я не міг піти в ПСВ. Це єдиний вибір, про який я дійсно шкодую».

### «Вердер»
6 березня 1995 року де Мос був представлений новим тренером німецького «Вердера» з Бремена. Він підписав контракт на два сезони і повинен був замінити Отто Рехагеля з червня 1995 року. Німець покидав клуб після 14 років роботи, перейшовши до конкурента, «Баварії», наостанок привівши вердерців до віце-чемпіонства у Німеччині.
Де Мос не був єдиним новим у команді влітку 1995 року. Німецький топ-клуб залучив, серед іншого, аргентинського півзахисника Родольфо Кардосо та бразильського захисника Жуніора Баяно. Під час першого тренування зібралось понад 1000 прихильників, втім незважаючи на помітні покупки, «Вердер» опинився в середині таблиці, а також провалив євросезон, програвши у 1/8 фіналу Кубка УЄФА колишньому клубу де Моса ПСВ.
В результаті після серії поразок у чемпіонаті «Der Spiegel» опублікував в грудні 1995 року, що де Мос вже двічі просив про свою відставку. Тренер спростував інформацію і найняв адвоката для подання скарги проти тижневика. Наприкінці грудня менеджер клубу Віллі Лемке пояснив у виданні Bild, що позиція де Моса не була під загрозою, втім вже 10 січня 1996 року де Мос був звільнений, незважаючи на незгоду Ада.

### «Стандард» (Льєж)
13 березня 1997 року 50-річний де Мос підписав контракт на два сезони зі «Стандардом» (Льєж). Влітку 1997 року клуб придбав братів Еміля та Мбо Мпенза, але де Мос вимагав ще більшого підкріплення, що призвело до конфліктів з керівництвом клубу.
Сезон 1997/98 клуб розпочав невдало і 17 жовтня 1997 року «Стандард» програв розгромно вдома «Брюгге» 0:3, а через кілька днів де Мос був звільнений.

### «Спортінг» (Хіхон)
19 жовтня 1998 року де Мос вперше у кар'єрі відправився працювати до Іспанії, де став тренером «Спортінга» (Хіхон), що влітку того року вилетів до Сегунди. На момент приходу нідерландця клуб перебував на другому місці у чемпіонаті і завданням тренера стало повернення клубу до вищого дивізіону країни.
Де Мос вимагав підкріплення під час зимової перерви, але не отримав його, натомість тренеру було сказано, що клуб має фінансові труднощі, через що Ад вирішив 13 січня 1999 року покласти край співпраці і покинув хіхонську команду.

### «Урава Ред Даймондс»
У липні 1999 року де Мос відправився до Японії, де підписав шестимісячну угоду з клубом «Урава Ред Даймондс». Клуб перебував внизу турнірної таблиці Джей-ліги і нідерландець мав врятувати команду від вильоту з вищого дивізіону, втім йому це не вдалося і клуб вилетів у Другий дивізіон. Незважаючи на те, що після цього команда ще мала провести кілька матчів, його контракт був припинений на початку грудня.

### Повернення в «Мехелен»
У листопаді 2000 року де Мос повернувся до клубу, з яким здобув найбільші успіхи, — «Мехелена». Клуб був на останньому місці вищого дивізіону, а Ад був призначений технічним директором. Однак клуб не пішов з останнього місця, після чого, за консультацією з де Мосом, було звільнено головного тренера Валере Біллена у січні 2001 року. Його змінив Баррі Гюльсгофф, втім «Мехелен» мав фінансові труднощі, і зміни тренера виявилися невдалими — клуб вилетів до нижчого дивізіону, а нового тренера також було звільнено. Наступного сезону «Мехелен» став чемпіоном другого дивізіону і повернувся на найвищий рівень після року відсутності.
У липні 2002 року голова клубу Герта Лерміт, який і запрошував де Моса, був звільнений та замінений Люком Вергейном. А вже на початку серпня 2002 року, ще до першого туру сезону 2002/03, Вергейн звільнив Ада. Новий менеджер підозрював його в «незаконному заробітку грошей з трансферів гравців клубу».

### «Аль-Хіляль»
На початку березня 2003 року де Мос переїхав до Саудівської Аравії, очоливши «Аль-Гіляль» на запрошення принца Абдулли бін Мусаада. Де Мос замінив на посаді румуна Іліє Балачі та спочатку підписав контракт на три місяці.
В новому клубі де Мос вперше за довгий час здобув трофей, вигравши Кубок наслідного принца Саудівської Аравії, після чого продовжив контракт з багатим клубом.
У березні 2004 року, коли «Аль-Хіляль» зайняв друге місце у чемпіонаті, змінилася влада в раді клубу. Принц Абдулла бін Мусаад покинув посаду, після чого де Моса було звільнено, незважаючи на хороші результати.

### Збірна ОАЕ
Де Мос залишився на Близькому Сході і був призначений на посаду головного тренера збірної Об'єднаних Арабських Еміратів у червні 2004 року, замінивши Роя Годжсона.
Того ж місяця де Мос повіз команду на Кубок Азії 2004 року в Китаї, де еміратці зайняли останнє місце в групі. А після невдалої кваліфікації на чемпіонат світу 2006 року, Ад в травні 2005 року був звільнений і замінений на співвітчизника Діка Адвоката.

### «Вітесс»
Перед початком сезону 2006/07 «Вітесс» призначив де Моса головним тренером команди, підписавши контракт на рік, з можливістю продовження ще на один сезон. Через кілька місяців після його призначення де Мос повідомив пресі, що він щасливий у «Вітессі» і сподівався на тривале перебування в клубі з Арнема. Перший сезон клуб провів невдало, ставши лише дванадцятим, тим не менш контракт таки було продовжено.
Сезон 2007/08 розпочався з трьох перемог, ставши найкращим стартом у історії клубу, але незабаром результати погіршились і клуб повернувся в середину таблиці. 15 березня 2008 року «Вітесс» проводив матч проти «Твенте». Де Мос випустив ізраїльського захисника Хаїма Мегрелашвілі, який вже через шість хвилин був замінений на Александера Бюттнера. Пізніше у матчі проти АЗ, 30 березня, Мегрелашвілі знову вийшов в основі. Цього разу де Мос змінив ізраїльтянина через шістнадцять хвилин. Хаїм був розгніваний на де Моса і повинен був супроводжуватися гравцями з поля. Також Ад без очевидної причини перевів у резерв півзахисника клубу Тео Янссена. В результаті відносини між групою гравців і де Мосом погіршувались, цьому сприяли і слабкі результати в чемпіонаті. В підсумку 28 квітня 2008 року де Мос погодив розрив свого контракту. Клуб говорив про взаємне порушення довіри, тому що не було підстав для спільного майбутнього. Де Мос отримав п'ять місяців зарплати як компенсацію за його контракт, який тривав ще більше року.

### «Кавала»
Через два роки без клубу де Мос переїхав до грецької ліги, де 29 січня 2010 року очолив «Кавалу». Північногрецький клуб запропонував йому договір до кінця сезону. Нідерландський фахівець запевнив, що клуб залишиться у вищому дивізіоні і навіть вийшов з командою у півфінал Кубка Греції, програвши там «Арісу». Втім вже 2 квітня 2010 року він оголосив про залишення посади після незгоди з правлінням цього клубу.

### «Спарта» (Роттердам)
Через тиждень після того, як він пішов у відставку з «Кавали», де Мос знову почав працювати в Ередивізі. У квітні 2010 року 63-річний де Мос перейшов на посаду головного тренера «Спарти». Роттердамці перебували в зоні вильоту і програли дев'ять разів поспіль перед приходом Ада. Тренер боровся за збереження прописки до останнього туру і іноді також робив контраверсійні рішення, зокрема замінив Еріка Фалкенбурга після 23-х хвилин у поєдинку з «Утрехтом», а в іншому матчі також ще до перерви був замінений Айоделе Аделеє. В підсумку команда стала 16-ю і мала у плей-оф зберігати прописку в еліті, де поступилась сусідам з «Ексельсіора». Через кілька днів, 18 травня, де Мос оголосив, що більше не є головним тренером «Спарти».

## Подальше життя
Де Мос виступав на телебаченні як аналітик каналів VTM, 2BE, Talpa та Ziggo Sport. Під час чемпіонату світу 2006 року у Німеччині Де Мос працював аналітиком на каналах NOS та VT4. Він також був постійним аналітиком телевізійних програм NOS Studio Voetbal на Nederland 1 та Voetbal Inside на RTL7.

## Титули і досягнення

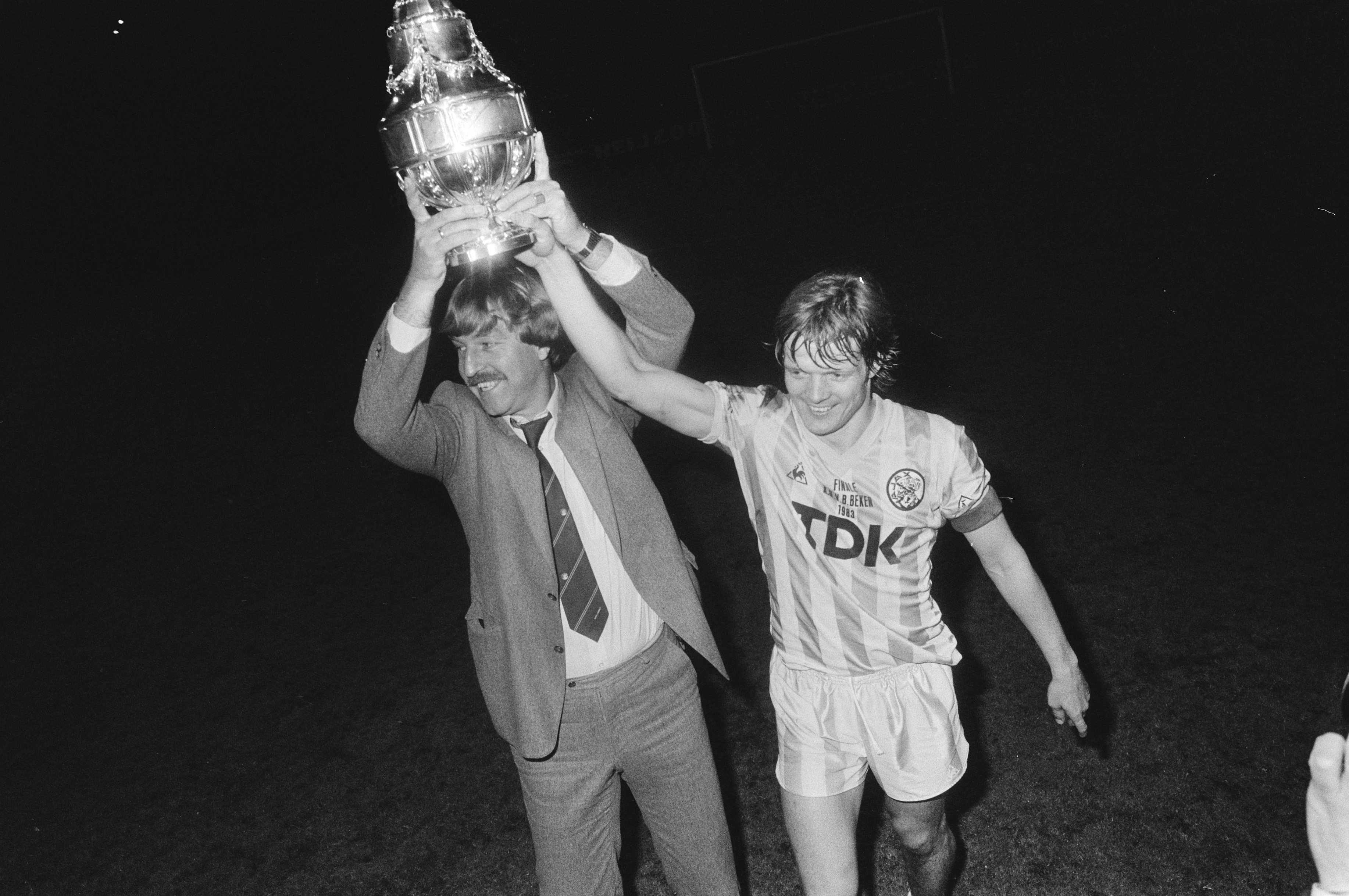
Ад де Мос і Серен Лербю відзначають перемогу у Кубку Нідерландів 1983 року.

- Чемпіон Нідерландів (3):

«Аякс»: 1981-82, 1982-83, 1984-85
- Володар Кубка Нідерландів (1):

«Аякс»: 1982-83
- Чемпіон Бельгії (2):

«Мехелен»: 1988-89
«Андерлехт»: 1990-91
- Володар Кубка Бельгії (1):

«Мехелен»: 1986-87
- Володар Кубка Кубків УЄФА (1):

«Мехелен»: 1987-88
- Володар Суперкубка УЄФА (1):

«Мехелен»: 1988

## Особисте життя
Тесса де Мос, старша донька Ада, також активно займається футболом. Вона працює агентом з нерухомості та агентом гравців. Тому вона разом з батьком заснувала компанію Mos Management Sport.